# Liste der Kulturdenkmäler in Rayerschied
In der Liste der Kulturdenkmäler in Rayerschied sind alle Kulturdenkmäler der rheinland-pfälzischen Ortsgemeinde Rayerschied aufgeführt. Grundlage ist die Denkmalliste des Landes Rheinland-Pfalz (Stand: 27. Oktober 2023).

## Einzeldenkmäler
| Bezeichnung                             | Lage               | Baujahr | Beschreibung | Bild                           |
| --------------------------------------- | ------------------ | ------- | --- | ------------------------------ |
| Katholische Kirche St. Johannes Nepomuk | Kirchstraße 2 Lage | 1896    | neugotischer Backsteinbau, 1896; vor der Kirche Balkenkreuz, Sandstein, frühes 19. Jahrhundert; im Pfarrgarten barocke Taufsteinkuppa | weitere Bilder Fotos hochladen |